# Tomas Antonelius
Tomas Antonelius (født Tomas Gustafsson) (født 7. maj 1973 i Stockholm, Sverige) er en svensk tidligere fodboldspiller (forsvarer), der mellem 1999 og 2002 spillede otte kampe for Sveriges landshold. Han var en del af den svenske trup til både EM 2000 i Belgien/Holland og til VM 2002 i Sydkorea/Japan.
På klubplan spillede Antonelius blandt andet for AIK og Brommapojkarna i hjemlandet, for engelske Coventry og for FC København i Danmark. Han vandt det svenske mesterskab med AIK i 1998 og den danske Superliga med FCK i 2003.
Antonelius måtte stoppe sin karriere allerede i 2003 på grund af en korsbåndsskade han pådragede sig under EM 2000.

## Titler
Allsvenskan
- 1998 med AIK

Svenska Cupen
- 1997 og 1999 med AIK

Dansk Superliga
- 2003 med FC København